# Süleyman Çelebi
Süleyman Çelebi (1377 – 17 de febrero de 1411) fue un príncipe otomano (en turco: şehzade) y cogobernador del imperio durante el interregno otomano. 

## Biografía
Süleyman Çelebi era el hijo de Beyazid I. La identidad de su madre no se conoce. En 1393, lideró las fuerzas otomanas en el Asedio de Tarnovo en guerra contra los búlgaros. Luchó en la batalla de Nicópolis (1396) contra los Cruzados y en la batalla de Angora (1402) contra Tamerlán. Cuando los otomanos fueron derrotados en esta batalla, se exilió a la parte europea del imperio (Rumelia), con Çandarlı Ali Pasha, el gran visir de Beyazid I.

### Interregno otomano

El sur de los Balcanes y Anatolia occidental en 1410.

Firmó el tratado de Galípoli con el regente bizantino Juan VII Paleólogo en 1403. (El emperador Manuel II Paleólogo estaba de viaje en Europa occidental en esa época). Con este tratado, cedió territorios junto a la costa del mar de Mármara al Imperio bizantino a cambio del apoyo bizantino al interregno. Se proclamó Sultán en la ciudad de Edirne, la cocapital de Rumelia. Sin embargo, Anatolia estaba bajo control de sus hermanos İsa Çelebi y Mehmet Çelebi (futuro Mehmet I). Süleyman apoyó a İsa contra Mehmet. Sin embargo, Mehmet derrotó a İsa en varias batallas en 1406. Temeroso del creciente poder de Mehmet, Süleyman cruzó el estrecho para reunificar el imperio. Capturó  Bursa, la capital de Anatolia. Antes de luchar contra su hermano, se dirigió a la región del Egeo para intimidar a varios pequeños principados turcomanos (Beylicatos de Aydın y Menteşe) que habían sido anexionados por su padre Beyazid I, pero que se habían independizado tras la desastrosa batalla de Angora. Después conquistó Ankara a Mehmet, pero no avanzó más.
Süleyman volvió a Bursa, lo que le dio a Mehmet una oportunidad de relajarse. Después, Mehmet hizo una alianza con Musa Çelebi, que también era un pretendiente al trono, siendo enviado Musa a Rumelia  vía Valaquia (hoy en día Rumanía, entonces un vasallo del Imperio otomano). A causa de esto, Süleyman tuvo que luchar en dos frentes, uno en Rumelia contra Musa y otro en Anatolia contra Mehmet. Süleyman se centró en Rumalia contra Musa, dejando Anatolia a Mehmet otra vez más. Musa tenía el apoyo de los valacos y los serbios, y Süleyman tenía el de los  bizantinos. De todas formas, los serbios pasaron al bando de Süleyman, y Musa fue derrotado en la  batalla de Kosmidión el 15 de junio de 1410. Sin embargo Süleyman perdió popularidad, ya que empezó a vivir de modo extravagante. Sobre todo tras la muerte de Çandarlı Ali Pasha, un capaz gran visir, la indiferencia de Süleyman hacia los asuntos de estado le hizo perder seguidores. Así, en 1411, cuando marchaba hacia Edirne, casi no encontró ningún aliado. Trató de escapar hacia los territorios bizantinos, pero en el camino, fue asesinado el 17 de febrero de 1411.

## Legado
Tras la muerte de Süleyman, Musa se convirtió en el gobernador de Rumelia. La alianza entre Mehmet y Musa desapareció enseguida, con lo que ambos siguieron luchando hasta la derrota y muerte de Musa el 5 de julio de 1413, cuando Mehmet se convirtió en el único gobernador del Imperio como Mehmet I.

## Familia
Süleyman se casó dos veces:
- Fülane Hatun (¿? - ¿?), (casada en 1403) hija de Ilario Doria y su esposa Zampia Palaiologina, hija ilegítima del emperador Manuel II Paleólogo;
- Despina Hatun (¿? - ¿?), (casada en 1404) hija de Teodoro I Paleólogo, Déspota de Morea, y su amante sin nombre.

Tuvo tres hijos:
- Şehzade Orhan Çelebi (muerto en 1429), fue padre de Orhan Çelebi y cegado por su tío Mehmet I;
- Şehzade Mehmedşah (fallecido el 30 de diciembre de 1421);
- Paşamelek Hatun (¿? - ¿?), casada con un Sanjak-Bey.